# 道の駅おうむ
道の駅おうむ（みちのえき おうむ）は、北海道紋別郡雄武町にある国道238号の道の駅である。

## 主な施設
- 駐車場
  - 普通車：46台
  - 大型車：2台
  - 身障者用：2台
- トイレ
  - 男：大 3器（2器）、小 6器（3器）
  - 女：6器（3器）
  - 身障者用：2器（1器）

※（）内は、24時間利用可能
- 公衆電話：2台

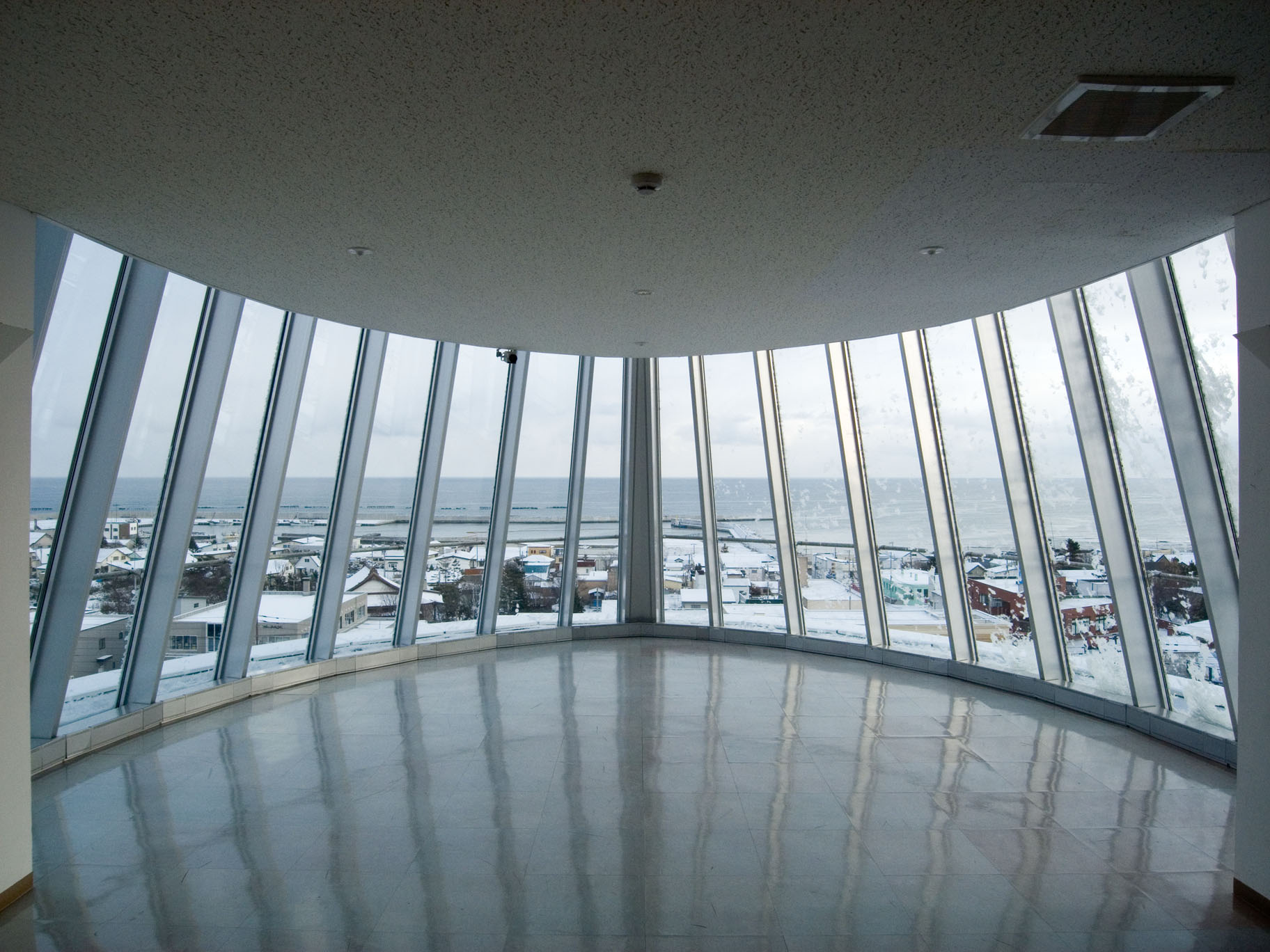
スカイキャビン

- スカイキャビン（展望台・無料だが利用時に記帳が必要）
- 売店・喫茶・軽食 ※営業時間は、9:30 - 17:00（4月 - 10月）

## 休館日
- 年中無休

## アクセス
- 国道238号 - 認定路線
- 紋別市より約41km

## 周辺
- オホーツク海
- 雄武町役場
- 北海道雄武高等学校
- オコツナイ川